# フレッド・イサム・ワダ
フレッド・イサム・ワダ（Fred Isamu Wada、日本名：和田 勇〈わだ いさむ〉、1907年9月18日 - 2001年2月12日）は、アメリカ合衆国の実業家（日系二世）。
実業家としてもさることながら、1964年の東京オリンピックや1984年のロサンゼルスオリンピック招致に関わるなど、スポーツ界に多大な功績を残している。和歌山県御坊市名誉市民、和歌山県スポーツ振興功労者。

## 略歴
ワシントン州ベリンハムで小さな食堂を経営していた夫妻の元に生まれるが、食堂の経営が苦しかったことから、4歳のとき口減らしのため和歌山県に住む母方の祖父母の元に移る。5年後に米国の実父の元に戻るが、既に実母は出産時のトラブルにより他界しており、実父は別の女性と再婚していた。和田はこの継母と折り合いが悪かった上に、実父と継母の間に子供が次々と生まれ生活が困窮したため、12歳のときに家を出てシアトル郊外の農園に住み込みで働く。
17歳のときにサンフランシスコの農作物チェーン店に移り、1年後には仕事ぶりが評価されて店長に抜擢された。さらにその2年後には独立してオークランド市内に野菜販売の屋台を出すようになる。当時アメリカの青果店では様々な種類の野菜をごちゃ混ぜに陳列するのが当たり前だったのに対し、和田の店は陳列に力を入れ野菜を種類別に見栄えのする形で店頭に並べたことからこの青果店は大繁盛し、オークランドの日系人社会で一躍注目される存在となった。1933年に和歌山県出身の夫人と結婚する。
1941年にはオークランドの日系人が経営する商店を束ね共同で商品の仕入れを行う組合を設立するなど、オークランドの日系人コミュニティの中心的存在となっていたが、同年12月に太平洋戦争が勃発すると状況は一変。日系人の太平洋沿岸3州での居住が禁止されてしまったことから（日系人の強制収容）、強制収容所行きを良しとしなかった和田は翌1942年3月にユタ州に移り大規模な農園を開設。この時期に生まれた次男にエドウィン（江戸が勝つ、すなわち日本が勝つの意味）を名付けている。しかし農園の経営は非常に苦しく、1944年には当初和田と一緒に移住してきた日系人もほとんど散り散りになってしまったため、和田は同農園の経営をあきらめ、同年5月に同じユタ州の別の農地に移り家族で農業を営んだ。
戦後は長男・長女が共に喘息持ちとなってしまったという事情から、オークランドには戻らず湿気の少ないロサンゼルスに移住しスーパーマーケットを開く。このスーパーも非常に繁盛し、カリフォルニア州内で17店舗を構えるまでに成長させた。
1969年にはロサンゼルス市の港湾委員会委員に就任。当初は和田の持つスポーツ界での人脈を利用し（詳しくは後述）、和田にロサンゼルスへの夏季オリンピック招致に協力してもらうための便宜的な肩書として与えられたが、和田はロサンゼルス港と和歌山下津港・清水港・横浜港など日本の多くの港と貿易協定を結ぶことに尽力。同年11月には港湾委員会の委員長となった。1976年の夏季五輪招致に失敗したことや健康上の理由などから、1971年5月には同職を辞任するが、この際ロサンゼルスの市議会が満場一致で和田の留任を求める決議を行ったことからも、その仕事ぶりがうかがえる。
一方で1961年にはアメリカの日系人社会における高齢者を支える「日系社会福祉財団」の運営に関わるようになり、1970年代に入るとカリフォルニア州内に日系人向けの病院や老人ホームを次々と開設。1984年にはその功績が認められて吉川英治文化賞を受賞した。
2001年2月12日、肺炎のためロサンゼルス市内の病院で死去。

## スポーツ界との関わり
和田とスポーツとの関わりは、1949年に古橋廣之進・橋爪四郎ら日本の水泳選手6名が、ロサンゼルスで開催される全米水泳選手権大会に出場するため渡米した際に、選手らの宿舎として自宅を提供したことに端を発する。
GHQ最高司令官のダグラス・マッカーサーに出国許可を得て遠征したものの、当時は旧敵国としてジャップと言われる、唾を吐きかけられる、ホテルへの宿泊を拒否されるなどした選手達をフレッド・イサム・ワダが自宅に宿泊させ、食事を提供した。選手たちは白い飯を喜んだという。そして古橋広之進が世界記録で1位、橋爪四郎が2位の成績を収めると、ジャパニーズ　イズ　グレートとアメリカ人に評価され、日系人の入店拒否が無くなる等の地位向上にも貢献した。これを契機として、当時日本水泳連盟会長だった田畑政治や東京大学総長だった南原繁、後に東京都知事となる東龍太郎らと親交が生まれた。
1958年には東京オリンピック招致に向けた準備委員会が設立されるが、和田も田畑・東らに懇願される形で委員に就任（日系アメリカ人としては唯一）。翌1959年春には同年5月の国際オリンピック委員会（IOC）総会に向けた集票活動の一環として正子夫人同伴で中南米を歴訪し、各国のIOC委員及び同夫人に東京へのオリンピック招致への協力を依頼した（なお、中南米歴訪の旅費等は全て和田の自己負担によるものであった）。その甲斐あって、IOC総会では1回目の投票で東京が過半数を制し、東京オリンピックの開催が決定した。
開催決定後は日本オリンピック委員会（JOC）の名誉委員となり、主にアメリカの大会出場のため日本から派遣されてくる選手団の面倒を見るなど、日本選手のサポートを行った。東京オリンピックの期間中には、オリンピック開催に尽力した貢献を称える意味で勲四等瑞宝章を受章している。
東京オリンピック以後も、1968年のメキシコシティオリンピックでは組織委員会の渉外役員として、JOCと組織委員会の間の仲立ちを務めたほか、1969年には1976年の夏季オリンピック招致を目指したロサンゼルスのオリンピック委員団に入り（そのため和田は、前述の通り港湾委員会委員の肩書きを得ている）、1984年のロサンゼルスオリンピックでも組織委員会の委員の一人として、主に日本企業をスポンサーとして獲得するために活動した。

## 参考資料
- 『祖国へ、熱き心を - 東京にオリンピックを呼んだ男 -』（高杉良著、世界文化社、1990年）
  - 和田の半生を描いたノンフィクション。1992年には講談社文庫で、2001年には新潮文庫で文庫化された。